# Faulkner-Nunatak
Der Faulkner-Nunatak ist ein markanter und rund 200 m hoher Nunatak auf der westantarktischen Alexander-I.-Insel. In den Lassus Mountains ragt er unmittelbar westlich des Beagle Peak auf.
Der Nunatak ist auf Luftaufnahmen der United States Navy zu sehen, die 1966 entstanden. Das Advisory Committee on Antarctic Names benannte ihn 1978 nach Harold T. Faulkner, Leiter der Abteilung für Luftaufnahmen bei der Flugstaffel VXE-6 bei der Operation Deep Freeze des Jahres 1969.